# Jiří Pasz
Jiří Pasz (* 23. června 1981 Havířov) je český novinář, fotograf, dokumentarista, cestovatel a humanitární pracovník. Specializuje se na lidská práva, pozitivní žurnalistiku, sociální témata, destigmatizaci duševních onemocnění a zvyšování povědomí o humanitárních a rozvojových problémech.

## Profesní život
V letech 2004–2008 vystudoval Humanitární pomoc a sociální práci v Olomouci a v rámci bakalářské práce působil v Ugandě, kde monitoroval komunitní rozvoj, uprchlické tábory v severní Ugandě a prováděl rozhovory s lidmi s HIV/AIDS či bývalými dětskými vojáky. V letech 2010–2011 studoval Mezinárodní rozvojová studia v nizozemském Utrechtu. Během studií působil v Nepálu, kde pracoval na výzkumu v rámci Universal Birth Registration ve vyloučených komunitách v Nepálu. Součástí výzkumu se stala i tvorba dokumentárního filmu Nedotknutelné prostitutky.
V letech 2012–2013 žil ve Vietnamu a působil v Center for Studies and Applied Sciences in Gender, Family, Women and Adolescents (CSAGA) a Center for Psychological Crisis Prevention (PCP). Vedl týmy obou organizací a podílel se na vytváření a implementaci strategie komunikace, PR a fundraisingu. V rámci svého působení vytvořil fotografickou výstavu The Moment of Sunrise exhibition (Hanoi) zachycující život a terapii žen se zkušeností s domácím násilím.
Od roku 2014 do roku 2017 pracoval jako výzkumník a PR manažer v Národním ústavu duševního zdraví v rámci programu Sociální psychiatrie. Během svého působení mimo jiné založil úspěšný filmový festival Na Hlavu a byl spoluautorem několika vědeckých publikací v oblasti destigmatizace duševních onemocnění.
V letech 2016–2017 fotograficky dokumentoval působení zdravotně humanitárního programu MEDEVAC a vytvořil sérii fotografií s názvem Létající lékaři, která se vystavovala v New Yorku, Bruselu či Ženevě.
Czech on Board with Myanmar byl dokumentární a komunitní projekt iniciovaný Jiřím Paszem a Markem Kroupou, který se zaměřoval na mladou skateboardovou scénu v Myanmaru. Projekt mapoval příběhy místních skateboardistů a ukazoval, jak se prostřednictvím skateboardingu formuje nová generace s vlastní identitou a hlasem v zemi procházející demokratickou transformací. Výstupem projektu byly reportáže, fotografie i krátký dokumentární film. Do Barmy dobrovolníci sedm let vozili použité i nové vybavení, boty a oblečení a setkávali se s místními. Po převratu byl poslední kontejner doručen do Zambie místní skejtové komunitě.
Podílel se námětem a mediální kampaní na dokumentárním filmu Kibera: příběh slumu režiséra Martina Páva, jež měl premiéru 2017 a získal Cenu diváků na Mezinárodním festivalu dokumentárních filmů v Jihlavě. Od roku 2017 pravidelně moderoval debaty na Mezinárodním festivalu dokumentárních filmů o lidských právech Jeden svět.
Podporuje mladé novináře a dokumentaristy v rozvojových zemích, sbírky technologického vybavení pro jejich práci prozatím skončili u mladých talentů v Somálsku a v Zambii.
V letech 2017–2020 pracoval na knize Normální šílenství, která vyšla v nakladatelství Host, a byla oceněna Národní psychiatrickou cenou profesora Vladimíra Vondráčka.
Slam za duševní zdraví je osvětová kampaň zaměřená na destigmatizaci duševních onemocnění, kterou od roku 2023 inicioval. Kampaň využívá formát slam poetry jako nástroj k otevírání veřejné debaty o duševním zdraví, zejména mezi mladými lidmi.
V roce 2020 a 2022 moderoval společně s Mariannou Stránskou 65 dílný pořad Skautského institutu Nebát se. V rozhovorech se objevil Petr Pavel, Nora Fridrichová, Petr Horký, Jiří Padevět, Daniel Stach, Honza Vojtko či Vít Klusák. Ve spolupráci se společnosti Behavio labs v rámci série byly provedeny dva sociologické výzkumy na téma českého strachu a odvahy.
Od roku 2023 se věnuje tématu duševního zdraví na Ukrajině. Z výzkumu vyšla veřejná publikace Neviditelné rány: Krize duševního zdraví na Ukrajině očima tamních expertů.
Na jaře 2024 mu vyšla kniha Páchat dobro: Reportáže o odvaze pomáhat zaměřená na příběhy z celého světa, které ilustrují, že dobří a odvážní lidé se dají najít opravdu všude.
Ve stejném roce vyšla i kniha Nebát se: Rozhovory o strachu a odvaze ve které se známé osobnosti veřejného života ale i nezlomení hrdinové všedních dnů v rozhovorech zamýšlí nad tím, jak bojovat se strachem a kde hledat odvahu. Kniha získala CENU HANZELKY A ZIKMUNDA – cestopis roku. 

## Dílo

### Knihy
Normální šílenství: Rozhovory o duševním zdraví, léčbě a přístupu k lidem s psychickým onemocněním (2020) – Jiří Pasz, Adéla Plechatá
Páchat dobro: Reportáže o odvaze pomáhat (2024)
Nebát se: Rozhovory o strachu a odvaze (2025)

### Audiodokumenty
- Afrika mi změnila DNA (2021)[12] – Jiří Pasz, Eva Lamelová
- Hodný, zlý a neklidný. Audiodokument o životě s ADHD (2021)
- Dánské štěstí. Jak severské království hledá svoje hygge a co na to říkají Češi (2022)[13] – Jiří Pasz, Ivan Studený
- Hladina bolesti. Audiodokument o životě s migrénou (2022)
- Teorie sebedestrukce. Audiodokument o životě se závislostí a cestách ven (2022)
- Král, který mluví česky. Audio dokument o české stopě v Kambodži (2024)

### Články
- Největší sbírka mozků světa (2021)[14] – Jiří Pasz
- Začít znovu (2019)[15] – Jiří Pasz
- Dopis ze Středoafrické republiky (2019)[16] – Jiří Pasz
- Dopis ze Zambie (2019)[17] – Jiří Pasz
- Dopis z Nepálu (2019)[18] – Jiří Pasz
- Je šestnáctého – Malťané si jako každý měsíc připomínají zavražděnou novinářku. Vrazi dosud nebyli odhaleni (2019)[19] – Jiří Pasz
- 250 tisíc zmrazených životů (2017)[20] – Jiří Pasz
- Dopis z Ammánu (2016)[21] – Jiří Pasz
- Duševně nemocní jsou častěji obětí zločinů než pachatelé, říká odborník (2016)[22] – Jiří Pasz, Marta Musilová, Tomáš Formánek
- ‚Mé jméno není uprchlík.‘ Život v uprchlickém táboře Zaatarí pohledem Čecha (2015)[23] – Jiří Pasz, Petra Holínková

### Fotografické výstavy
- SADDÁM NOSOROŽEC A FALEŠNÉ PENÍZE: JEDEN DEN V ŽIVOTĚ LIDÍ NA PLANETĚ ZEMI
- Domov v oceánu písku (2022)
- Létající lékaři (2017)[5]

### Filmy
- Kibera: Příběh slumu (2019)[24] – námět společně s Eva Krutílková, fundraising
- Nedotknutelné prostitutky: Příběh lidu Badi (2013)[2] – kamera, námět

### Festivaly
Festival Na hlavu (2017) – zakladatel festivalu a hlava 1.ročníku

### Mediální výstupy
- Seděl jsem naproti klukovi, který zabil 100 lidí. Na setkání s dětskými vojáky nezapomenu, říká Pasz – DVTV[26]
- Létající lékaři mění obraz Česka v zahraničí – Zdravotnický deník[27]
- Snažím se nebýt válečným fotografem, někdy se ale válečné zóně nevyhnu, říká Jiří Pasz – Seznam Zprávy[28]
- Všichni jsme tak trochu šílení. Adéla Plechatá, Jiří Pasz a jejich novinka Normální šílenství – MALL TV[29]
- Cítím dluh vůči lidem z míst, kam cestuji. Lidé mi svěřují silné příběhy, říká Jiří Pasz – Radiožurnál[30]